# Ursus thibetanus laniger
L'orso nero himalayano (Ursus thibetanus laniger Pocock, 1932) è un mammifero della famiglia degli Ursidae, diffuso nella catena dell'Himalaya in India, Tibet, Nepal, Cina e Pakistan.

## Descrizione

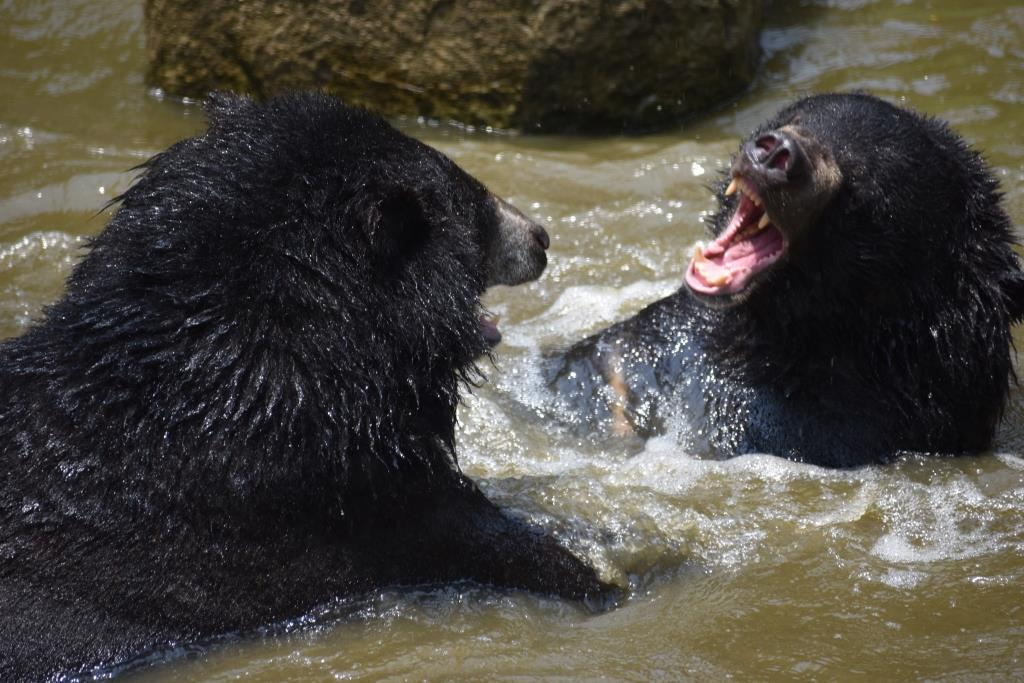
Orsi che giocano o combattono in acqua

Si distingue da Ursus thibetanus thibetanus per la sua pelliccia più lunga e spessa e per il petto più piccolo, dove è presente un segno bianco. In media misurano da 140 a 170 cm dal naso alla coda e pesano da 91 a 120 Kg, quando in autunno prendono peso per affrontare il letargo possono arrivare a pesare fino a 180 Kg.

## Biologia

### Alimentazione
Sono creature onnivore e mangiano qualsiasi cosa. La loro dieta è composta da ghiande, noci, frutta, miele, radici e vari insetti come isotteri e larve di coleotteri. Se il cibo è scarso, possono ricorrere al consumo di bestiame come pecore, capre e bovini.

### Riproduzione
Raggiungono la maturità sessuale a circa tre anni. L'accoppiamento avviene in ottobre e i cuccioli nascono a febbraio quando la madre è ancora in letargo. Solitamente partoriscono due cuccioli che restano.con la madre fino al secondo anno di vita.

## Distribuzione e habitat
Durante l'estate, gli orsi di questa specie si possono trovare nelle zone più calde del Nepal, della Cina, del Bhutan, dell'India e del Tibet ad altitudini comprese tra i 3000-3700 m vicino al limite del bosco. Per l'inverno, scendono fino a 1500 m, fino ad altre foreste tropicali.

## Tassonomia
Questo orso è una sottospecie dell'orso tibetano.

## Conservazione
La lista rossa IUCN non ha classificato l'Ursus thibetanus laniger, ciononostante questa sottospecie è classificata come "vulnerabile" da organismi locali, a causa dell'invasione della popolazione umana, degli incendi boschivi e delle industrie del legname; tutti questi fattori hanno ridotto l'habitat dell'orso. Anche l'alto tasso di mortalità tra i neonati e il bracconaggio sono un grosso problema.